# Колька, Василий Васильевич
Василий Васильевич Колька (4 октября 1957, Виноградов, Закарпатская область — 23 апреля 2020, Мурманск) — российский учёный-геолог, заведующий лабораторией геологии и минерагении новейших отложений Геологического института КНЦ РАН, исследователь Кольского полуострова и Карелии, специализировался в геологии отложений четвертичного периода.

## Биография
Родился 4 октября 1957, в городе Виноградове Закарпатской области Украинской ССР.
В 1972 году поступил в нефтеразведочный техникум в городе Дрогобыч.
В 1984 году окончил МГРИ в Москве.
С 1984 года работал в Геологическом институте КНЦ РАН, город Апатиты. Заведовал лабораторией геологии и минерагении новейших отложений.
Одновременно преподавал в Кольском филиале Петрозаводского государственного университета (ПетрГУ) и в Апатитском филиале Мурманского государственного технического университета (МГТУ).
с 1997 года — доцент кафедры экологии КФ ПетрГУ.
В 1996 году защитил кандидатскую диссертацию по теме «Геология и условия формирования позднеледниковых глин Кольского полуострова».
В 2011 году организовал на базе Геологического института КНЦ РАН 7 Всероссийское совещание по изучению четвертичного периода.
Был одним из самых активных спортсменов Кольского научного центра РАН. Организатор спортивной «Академиады РАН». Ежегодно участвовал в Мурманском лыжном марафоне.
Скончался 23 апреля 2020 года от инфекции COVID-19 в Мурманской областной клинической больнице.

## Вклад в науку
Изучал в основном литологию и генезис четвертичных осадков, палеогеографию и неотектонику.
Выдвинул концепцию образования ленточных глин, которая сочетает турбидитный, гравитационные и седиментационные механизмы в разных условиях осадконакопления. Впервые для северо-восточной части Балтийского щита построил кривые относительного перемещения береговой линии Баренцева и Белого морей. Это позволило реконструировать палеогеографию и неотектонику региона в позднеледниковый и голоценовый периоды
Автор более 220 научных публикаций

## Членство в организациях
- Комиссия по изучению четвертичного периода
- Международный союз по изучению четвертичного периода